# Xynobius signatinotum
Xynobius signatinotum är en stekelart som först beskrevs av Max Fischer 1966.  Xynobius signatinotum ingår i släktet Xynobius och familjen bracksteklar. Inga underarter finns listade i Catalogue of Life.